# Dia Mundial contra l'Hepatitis
El Dia Mundial contra l'Hepatitis és un dia internacional, que se celebra el 28 de juliol
El Dia Mundial contra l'Hepatitis cerca intensificar la lluita internacional contra l'hepatitis, encoratjar l'actuació i la participació de persones, associats i públic, i posar èmfasi en la necessitat d'una resposta mundial més gran, com s'explica a l'Informe mundial sobre l'hepatitis publicat per l'OMS el 2017. L'objectiu d’aquesta celebració, que té lloc el 28 de juliol, és sensibilitzar la societat sobre l'hepatitis vírica, una malaltia infecciosa que, segons dades de l'Organització Mundial de la Salut (OMS), cada any provoca la mort d’1,34 milions de persones arreu del món. Es va triar el 28 de juliol per ser el dia del naixement del Dr. Baruch Samuel Blumberg, premiat amb el Premi Nobel, que va descobrir el virus de l'hepatitis B i va inventar una prova diagnòstica i la vacuna. La baixa cobertura de les proves diagnòstiques i del tractament és el problema més important que cal resoldre per assolir els objectius d'eliminació mundial per al 2030. El Dia Mundial de l'Hepatitis, coordinat per la World Hepatitis Alliance en col·laboració amb l'OMS, pretén enfortir les mesures de prevenció, detecció i control d’aquesta malaltia i millorar l'accés al tractament.